# Petr Krogman
Petr Krogman (* 5. června 1973) je český podnikatel. Se společníky vybudoval zemědělskou firmu Spojené farmy, kterou v roce 2014 prodal. Od té doby podniká v zemědělství na Ukrajině.

## Život
Pochází ze Znojma. První firmu založil, když mu bylo 21 let, ještě za studia na Vysoké škole ekonomické v Praze. Firma poskytovala poradenství v investičním bankovnictví. Na přelomu tisíciletí přešel na podnikání v zemědělství. Začal tím, že vstoupil do tří zadlužených zemědělských společností s ručením omezeným. Společnosti restrukturalizovali, nakoupili dobytek a nové stroje, domluvili se na splátkových kalendářích a postupně uhradili dluhy. Dobré výsledky přitáhly další zemědělce, kteří za vklad své společnosti získali podíl na větším celku. Tak vznikly Spojené farmy, ve kterých nakonec bylo 50 podniků, zejména v Libereckém kraji. Na trh dodávaly české biohovězí, biojehněčí a biokuřecí maso. V roce 2014 Spojené farmy, které vybudoval s několika společníky, prodal za 1,2 miliardy korun developerovi Radovanu Vítkovi.
Několik měsíců po prodeji dostal nabídku na koupi malé farmy v ukrajinském Lvově. Tamější zemědělství tehdy podle něj trpělo neefektivitou, přezaměstnaností, zaměstnanci pobírali nízké platy. Farmu koupil a postupně opět přibíral další, jeho firma Agromino tak už na Ukrajině obhospodařuje 42 tisíc hektarů půdy (2022). Zaměstnává 800 lidí a ročně produkuje 200 tisíc tun pšenice, kukuřice a dalších komodit.

### Ruská invaze na Ukrajinu
Krogman je přesvědčen, že během ruské invaze na Ukrajinu vedení NATO propáslo všechno, čemu se dalo předejít. V podstatě podle něj pozvalo Rusko na Ukrajinu, když deklarovalo, že ji bránit nebude. „Tahle opatrnická politika byla možná omluvitelná na začátku, když nikdo nevěděl, v jak špatném stavu je ruská armáda jak lidsky, tak technicky. Teď to víme, a přesto se bojíme. NATO se musí probrat a jednat,“ uvedl Krogman. Finančně podporuje nákupy zbraní. Byl by pro zřízení bezletové zóny aspoň nad západní Ukrajinou a dočasné, ale totální embargo na obchody s Ruskem. Žádné skutečné embargo totiž podle něj neexistuje (k dubnu 2022), jen polovičatá řešení s mnoha výjimkami, které mají údajně chránit ekonomiku některých států EU a jejich občany. „Bohužel zatím stále měníme budoucí svobodu za dnešní pohodlí,“ uvedl Krogman.